# Липицы (село, Липицкое сельское поселение)
Липицы — село в составе Липицкого муниципального образования Чернского района Тульской области РФ, входит в состав территории, относящейся к Липицкой сельской администрации с центром в  посёлке Липицы. С апреля 2014 года входит в состав объединённого муниципального образования (с ныне упразднённым Кожинским).

## Описание

### География
Село расположено на левом берегу реки Розки, в 29 км (по автодороге) от районного центра — посёлка городского типа Чернь, в 3 км от сельского административного центра — посёлка Липицы.

### Название
Название получено по расположению селения в липовом лесу или около него. Словарь Даля трактует слово «ли́пец» как старинное название июля-месяца, когда цветёт липа. Село имело и другое название — Хитровское — по фамилии старого владельца Хитрово́.

### История
Деревянный храм в Липицах был упразднён по причине своей ветхости во второй половине XIX века. В 1863 году был построен новый каменный. Бо́льшая часть храма была построена на средства помещицы Екатерины Апполосовны Козловской при её жизни. Храм имел три престола с алтарями: главный — во имя святого архистратига Михаила, правый придельный — во имя святого Николая Чудотворца, левый придельный — в честь святой великомученицы Варвары. В состав прихода входили: само село; деревни: Гудаловка (Гудиловка), Зыбино, Муромская, Тургенево(а), Коломенская, Красный Клин (ныне не сущ.), Кошара (Кашара, Каширы) (ныне не сущ.), Черенок; сельцо Липицы (помещичья усадьба). В 1890 году в селе была открыта церковно-приходская школа. В советское время помещение церкви использовалось под мельницу. В 1859 году в селе насчитывалось 118 крестьянских дворов.

## Население
| Годы      | 1857  | 1859   | 2010 |
| --------- | ----- | ------ | ---- |
| Население | 1261* | 1224** | 0    |

* 51 человек военного ведомства, 1210 — крепостных помещичьих;

* Численность населения села приведена общая, с входящими в неё сельцом и деревеньками разных владельцев: с-цо Губаревское, д. Ждановская, д. Арсеньевская;

** Численность населения села приведена общая, с входящим в неё сельцом.